# Тхай

Карта распространения тхай во Вьетнаме

Тхай (вьет. Thái) — официальная народность Вьетнама, распространённая на северо-западе Вьетнама и Лаоса. Численность 1 550 423 человек (перепись, 2009).
Говорят на тайских языках.
Включает следующие народы:
- белые таи (тай-дон, тай-кхао; вьет. Táy Đón, Táy Khao)
- чёрные таи (тай-дам; вьет. Táy Đăm)
- тай-дэнг («красные таи», вьет. Tày Đeng)
- тай-мыой (вьет. Tày Mười)
- тай-тхань (вьет. Tày Thanh)
- ханг-тонг (тай-мыонг; вьет. Hàng Tổng, Tày Mường)
- путхай (вьет. Pu Thay) — также в Лаосе
- тхо-дабак (вьет. Thổ Đà Bắc)
- тай-до (вьет. Tày Do)